# 용자리 이오타
용자리 요타는 용자리 방향으로 지구로부터 약 100광년 떨어진 곳에 있는 오렌지색 거성이다. 이 별은 기원전 4420년을 전후한 시기에 북극성의 지위를 차지하고 있었다.
요타의 대기 속 중원소는 태양의 107퍼센트 수준이다. 그러나 자료에 따라서는 최소 태양의 200퍼센트로 측정하기도 했다.
용자리 요타는 늙은 오렌지색 거성으로 진화가 상당히 진척된 상태이며 일부 질량을 우주로 방출했을 가능성도 있다. 요타는 주계열성 단계를 벗어난 적색거성가지 단계에 있다. 오렌지색 거성 상태는 그리 오래 지속되지 않는다(태양 정도 질량의 별은 약 7억 년 정도 이 상태에 머무른다). 요타는 상당수의 질량을 행성상 성운 형태로 우주로 방출한 뒤 중심에 밀도 높은 백색 왜성만을 남길 것이다.

## 외계 행성
2002년 1월 8일 용자리 요타 주위를 도는 외계 행성 한 개가 발견되었다는 발표가 있었다. 이름은 관례에 따라 용자리 요타 b로 지어졌다. b의 질량은 적어도 목성질량의 8.6배는 되었다. 다만 관측 기술의 한계 때문에 실제 b의 질량은 이보다 더 무거울 것으로 추측된다. 경우에 따라서는 행성이 아니라 갈색 왜성 급의 무거운 천체일 가능성도 있다.

## 참고 문헌
- solstation. “Edasich / Iota Draconis”. 2009년 8월 5일에 확인함.

1. 1 2  전자는 히파르코스 위성, 후자는 캘리포니아 행성 탐사 팀의 자료이다.
2. ↑  Saffe, C; Gómez,; M; Chavero, C (2005). “On the ages of exoplanet host stars”. 《Astronomy and Astrophysics》 0443 (2): 609. arXiv:astro-ph/0510092. Bibcode:2005A&A...443..609S. doi:10.1051/0004-6361:20053452. S2CID 11616693.